# Brastavăţu
Brastavăţu es una comuna ubicada en el distrito de Olt, Rumania.

## Superficie
Posee una superficie de 70,34 kilómetros cuadrados.

## Demografía
Hasta 2021 la población era de 3860 habitantes, con una densidad de población de 54,88 habitantes por kilómetro cuadrado.